# 改軌
改軌（かいき）とは、鉄道における線路のレールの間隔（軌間）を変更することをいう。また、鉄道車両の対応する軌間を変更する改造のことを指す場合もある。
ここでは前者について記述する。

## 改軌の目的
改軌を行う目的としては以下のようなものがある。
- 車両の大型化や高速化（軌間を広げる場合）。
- 新路線作成のコスト削減が既存路線改軌のコストと差し引いてプラスになると考えられる場合（軌間を狭める場合）。
- 軌間の異なる路線との直通運転、もしくは直通しなくても異なる軌間の車両を持ってきて走行させるため[1]。

複数の目的が含まれることもある。
2番目の例は極めて希だが、1870年のニュージーランドの例がある（5ft3in→3ft6inに改軌など）。一般的には、車両の大型化、高速化が目的であるため、広範囲の狭軌に合わせる場合を除き、ほとんどの場合が軌間を拡大する工事となる。この場合、ただレールの間隔を広げればよいというものではなく、道床の肉厚を増して堅固なものにすることや、スラブ軌道の採用、重量増に耐えられるような橋梁等の改築、トンネル断面の拡大などが必要になる。高速化が目的の場合、複線化が併せて実施されることもある。これらの工事が困難であれば、部分的に従来の線路を放棄し、別の場所に新しい線路を敷設することもある。また車両の側も改造を施さなくてはならず、従来に代わる新しい車両を製造する場合もある。このため、改軌には長い準備と多額の費用を要するので、用地費がそれほどかからないものの、ほとんど新設路線並みの工事となる。列車を運休しなければならない場合もあり、その際は運休中の代行輸送の手配も必要となる。
日本では、列車の運行頻度が少なく車両も少なかった戦前には改軌は頻繁に実施された。特に軽便鉄道が、輸送力と速度の向上を図るために実施したケースが多い。しかし、それらの条件が変化した戦後には実施は少なくなり、特に1971年以降はミニ新幹線の運行に伴うケースおよび三線軌条だった区間から1本の線路を除去したケースを除いて行われていない。

## 改軌の工法
人力法
軌きょう撤去、道床整理、軌きょう組立を人力中心で行う方法。1日約300人の作業員で100mの施工が限界である。
軌きょう縦送り法
軌きょう縦送り台車を用いた人力法の機械化工法。1日60人から70人の作業員で100m施工でき、人力より大幅に省力化が図られた。山形新幹線のために開発され採用。
枕木交換法
レールから枕木を外し、バックホーを用いて枕木を交換、レールを固定する方法。1日7人の作業員で30 - 40mの施工速度である。山形新幹線ではグリッパー付きバックホーを用いていたが、秋田新幹線の改軌の際、回転式バックホーを採用することでさらなる効率化が図られた。ホームなどの支障で軌道連続更新機が使用できない箇所で採用されている。
軌道連続更新機法
軌道連続更新機を用いた機械化工法。1日19人の作業員で400 - 600m施工が可能。日本においては米国フェアモント・タンパー社の「PONY（ポニー）」をモデルに日本向けの仕様に製作した「ビッグワンダー」が秋田新幹線および山形新幹線の山形駅 - 新庄駅間の改軌で使用された。自動的かつ連続的に枕木を交換することで改軌を行う。営業中の線路の近くであっても安全に作業を行える。
ミニテックス法
ミニ枕木交換機、タイハンドラー（バックホー）、枕木交換機（タイエックスチェンジャー）等の機械群を編成して旧枕木撤去から新枕木挿入まで連続して行える。1日270m程度の施工ができる。

## 日本での改軌の例
特記なければ現在の鉄道運営主体、鉄道路線名、駅名で記載（廃止された線区については、廃止時点での名称で記載）。従来の軌間を残して三線軌条となり、そのまま（営業廃止まで）変化がなかった区間は含まない。

### 軌間600mmから軌間1067mmに改軌した例
- 樺太東線 1910年（明治43年）11月3日実施。
- 成田鉄道多古線 1928年（昭和3年）4月3日 - 9月25日実施。

### 軌間610mmから軌間1067mmに改軌した例
- 川上線 1922年（大正11年）10月1日までに実施。

### 軌間762mmから軌間1067mmに改軌した例
- 石北本線（留辺蕊駅 - 遠軽駅間：37.4km）1916年（大正5年）11月7日実施。
- 名寄本線（遠軽駅- 社名淵駅（後の開盛駅）間：4.5km）1916年（大正5年）11月7日実施。
- 日高本線
  - （苫小牧駅 - 富川駅間：40.8km）1929年（昭和4年）11月26日実施。苫小牧駅 - 浜厚真駅間は現在とは別ルート。
  - （富川駅 - 静内駅間：38.5km）1931年（昭和6年）11月10日実施。
- 十和田観光電鉄線（三沢駅 - 十和田市駅間：15.0km）1951年（昭和26年）6月20日実施。同時に電化。1985年に十和田市駅移転に伴い0.3km短縮。
- 釜石線
  - （花巻駅 - 柏木平駅間：31.2km）1943年（昭和18年）9月20日実施。
  - （柏木平駅 - 遠野駅間：14.8km）1949年（昭和24年）12月10日実施。
  - （遠野駅 - 足ケ瀬駅間：15.2km）1950年（昭和25年）10月10日実施。
- 同和鉱業花岡線（大館駅 - 花岡駅間：4.8km）1951年（昭和26年）11月25日実施。
- 小坂製錬小坂線（大館駅 - 小坂駅間：22.3km）1962年10月1日実施。同時に電気運転廃止。
- くりはら田園鉄道線（石越駅 - 細倉マインパーク前駅間：25.7km）1955年（昭和30年）9月26日実施。
- 福島交通飯坂東線 いずれも同時に電化を実施。
  - （福島駅前 - 長岡 - 湯野町間）1926年（大正15年） 4月6日実施。
  - （伊達 - 保原間）1926年（大正15年）11月6日実施。
  - （保原 - 掛田間）1926年（大正15年）12月2日実施。
  - （保原 - 梁川間）1926年（大正15年）12月21日実施。
- 魚沼線（来迎寺駅 - 小千谷駅間：13.1km）1954年8月1日実施。※1944年（昭和19年）10月16日に休止後、復旧に際して改軌。実質的には新線。
- 上信電鉄上信線（高崎駅 - 下仁田駅間：33.7km）1924年（大正13年）12月25日実施。同時に電化。
- 東武鉄道鬼怒川線
  - （大谷川右岸[7] - 新高徳駅間：?km）1929年（昭和4年）10月22日実施。※下記の東武矢板線と同時。
  - （新高徳駅 - 新藤原駅間：9.1km 1930年（昭和5年）5月9日実施。
- 東武鉄道矢板線 （新高徳駅 - 天頂駅間：9.9km 1929年（昭和4年）10月22日実施。※上記の東武鬼怒川線大谷川右岸 - 新高徳駅間と同時。
- 静岡鉄道静岡清水線（新静岡駅 - 新清水駅間：11.0km）1920年（大正9年）8月2日実施。同時に電化。
- 静岡鉄道秋葉線
  - 新袋井駅 - 可睡駅間：3.6km 1925年実施。同時に電化。
  - 可睡口駅 - 遠州森町駅間：9.6km 1926年実施。同時に電化。
- 遠州鉄道鉄道線（遠州浜松駅 - 遠州二俣駅間：？km）1923年（大正12年）4月1日実施。同時に電化。
- 名古屋鉄道西尾線
  - （西尾駅 - 吉良吉田駅間：9.7km）1928年（昭和3年）10月1日実施。
  - （岡崎新駅 - 西尾駅間：12.8km）1929年（昭和4年）4月1日実施。
- 福塩線（横尾駅 - 府中駅間：17.5km）1935年（昭和10年）12月14日実施。
- 可部線（横川駅 - 古市橋駅間：8.3km）1928年（昭和3年）11月9日実施。同時に電化。
- 伊予鉄道城北線（古町駅 - 木屋町停留場 - 道後駅）1911年（明治44年）8月8日実施。同時に電化。木屋町駅 - 道後駅は現在線とは別ルート。
- 伊予鉄道（旧道後鉄道線 道後駅 - 一番町駅）1911年（明治44年）8月8日実施。同時に電化。
- 伊予鉄道高浜線（松山市駅 - 高浜駅）1931年（昭和6年）5月1日実施。同時に電化。
- 伊予鉄道横河原線（松山市駅 - 横河原駅）1931年（昭和6年）10月6日実施。
- 伊予鉄道森松線（いよ立花駅 - 森松駅）1931年（昭和6年）10月6日実施。
- 伊予鉄道郡中線（松山市駅 - 郡中駅）1937年（昭和12年）7月22日実施。
- 予讃線（伊予長浜駅 - 伊予大洲駅）1935年（昭和10年）10月6日実施。
- 予土線（務田駅 - 吉野生駅）1941年（昭和16年）7月2日実施。
- 大分交通耶馬渓線（中津駅 - 守実温泉駅：36.1km）1929年（昭和4年）8月24日実施。
- 松浦鉄道西九州線
  - （左石駅 - 本山駅） 1943年（昭和18年）8月30日実施。※当時は本山駅は未設置で、改軌区間と新線区間との接続箇所が現・本山駅付近。
  - （佐々駅 - 吉井駅） 1944年（昭和19年）4月13日実施。
- 柚木線 （左石駅 - 柚木駅） 1943年（昭和18年）8月30日実施。
- 世知原線 （肥前吉井駅（現：吉井駅） - 世知原駅） 1944年（昭和19年）4月13日実施。
- 臼ノ浦線 （佐々駅 - 臼ノ浦駅） 1944年（昭和19年）4月13日実施。
- 大隅線（古江駅 - 串良駅）1938年（昭和13年）10月10日実施。

### 軌間762mmから軌間1435mmに改軌した例
- 近鉄天理線（平端駅 - 天理駅間：4.5km）1922年（大正11年）4月1日実施。同時に電化。
- 近鉄湯の山線（近鉄四日市駅 - 湯の山温泉駅間：15.4km）1964年（昭和39年）3月1日実施。 同時に架線電圧を750Vから1500Vに昇圧[8]。

### 軌間838mmから軌間1067mmに改軌した例
- 南海本線（難波駅 - 堺駅間：9.8km）1897年（明治30年）12月15日実施。

### 軌間914mmから軌間1067mmに改軌した例
- 熊本電気鉄道藤崎線（上熊本駅 - 室園駅）1923年（大正12年）8月2日実施。同時に電化。※後述の通り、途中までの区間は、のちに事業者を変更して1435mm軌間に再度改軌された。
- 熊本電気鉄道菊池線（室園駅 - 隈府駅）1923年（大正12年）8月31日実施。同時に電化。

### 軌間914mmから軌間1435mmに改軌した例
- 西鉄福岡市内線（貫線）（今川橋駅 - 姪の浜駅間）1922年（大正11年）7月26日実施。同時に電化。914mmで残った姪の浜駅以西（ - 加布里駅）と貨車を直通させるため、この区間が廃止となった1928年（昭和3年）6月1日までは三線軌条となっていた。

### 軌間1067mmから軌間1372mmに改軌した例
- 東京急行電鉄玉川線（渋谷駅 - 二子玉川園駅（現・二子玉川駅）間：9.1km）1920年（大正11年）9月11日実施。
- 京王電鉄京王線（府中駅 - 東八王子駅（現・京王八王子駅）間：16.0km）1927年（昭和2年）6月1日実施。（この区間は京王電気軌道が子会社・玉南電気鉄道に建設させ、後に京王に合併したため）
- 新京成電鉄新京成線（現・京成松戸線、新津田沼駅 - 松戸駅間）1953年（昭和28年）10月21日実施。この区間は1959年（昭和34年）11月30日に軌間1435mmに改軌されている。

### 軌間1067mmから軌間1435mmに改軌した例
※ミニ新幹線については該当路線（奥羽本線・田沢湖線）の項目を参照。
- 近鉄名古屋線（伊勢中川駅 - 近鉄名古屋駅間：78.8km）1959年（昭和34年）11月20 - 27日実施。
- 近鉄神戸線（現・鈴鹿線）（伊勢若松駅 - 鈴鹿市駅間：4.1km）1959年（昭和34年）11月23日実施。
- 近鉄志摩線（鳥羽駅 - 賢島駅間：25.2km）1970年（昭和45年）3月1日実施。同時に架線電圧を750Vから1500Vに昇圧。
- 近鉄田原本線（新王寺駅 - 西田原本駅間：10.1km）1948年（昭和23年）6月15日実施。同時に電化。
- 京都市電の旧京都電気鉄道買収区間の一部（伏見線など）※改軌時期・区間の詳細は京都市電の項目を参照。一部、三線軌条となっていた時期のある区間が存在。
- 西鉄宮地岳線（千鳥橋駅 - 貝塚駅間）1954年（昭和29年）3月5日実施。同時に架線電圧を1500Vから600Vに降圧。※実質的には福岡市内線への編入。
- 西鉄天神大牟田線（津福駅 - 大善寺駅間：3.7km）1937年（昭和12年）10月1日実施。同時に電化。
- 熊本電気鉄道藤崎線→熊本市電坪井線（上熊本駅 - 藤崎宮前停留場間：2.1km）1954年（昭和29年）10月1日実施。熊本電気鉄道藤崎線は前年6月26日の水害で不通となり、翌年6月1日付でいったん廃止後に敷地を熊本市に譲渡して改軌された。沿線の施設から貨物の受け渡しをおこなっていた上熊本駅から0.2kmの区間は、熊本電気鉄道による上熊本倉庫線との重複区間となり、三線軌条だった（上熊本倉庫線は1966年7月6日廃止）。

### 軌間1372mmから軌間1067mmに改軌した例
- 東京急行電鉄田園都市線（二子玉川駅 - 溝の口駅間：2.0km）1943年（昭和18年）7月1日実施。

### 軌間1372mmから軌間1435mmに改軌した例
- 箱根登山鉄道小田原市内線（小田原駅前駅 - 湯本駅間） 1923年12月28日実施。
- 京浜急行電鉄
  - 本線（品川駅 - 横浜駅間） 1933年（昭和8年）4月1日実施。
  - 大師線（京急川崎駅 - 川崎大師駅間） 1933年（昭和8年）4月1日実施。
  - 京浜電気鉄道大森支線（大森停車場前 - 大森海岸駅間） 1933年（昭和8年）4月1日実施。
- 京成電鉄（全線：75.7km） 1959年（昭和34年）10月9日 - 12月1日実施。
- 新京成電鉄新京成線（現・京成松戸線、新津田沼駅 - 松戸駅間）1959年（昭和34年）11月30日実施。

### 軌間1435mmから軌間1067mmに改軌した例
- 箱根登山鉄道鉄道線（小田原駅 - 入生田駅間：4.2km）1950年（昭和25年）8月1日から標準軌と三六軌間の三線軌条となっていたが、2006年（平成18年）3月18日以降は標準軌での列車運行が廃止され、以後順次標準軌側の線路が撤去されることで結果的に改軌された。
- 参宮急行電鉄津線（伊勢中川駅 - 江戸橋駅間：13.5km）1938年（昭和13年）12月7日実施。現在の近鉄名古屋線。この区間は1959年（昭和34年）11月20 - 21日に再び軌間1435mmに改軌されている。
- 伊予鉄道城南線（西堀端停留場 - 道後温泉駅）1923年（大正12年）6月30日実施。大街道停留場 - 勝山町停留場は現在線とは別ルート。
- 伊予鉄道本町線（本町四丁目停留場 - 西堀端停留場）1923年（大正12年）6月30日実施。本町四丁目駅 - 本町三丁目停留場間は現在線とは別ルート。
- 伊予鉄道（旧・松山電気軌道線 江ノ口駅 - 本町駅）1923年（大正12年）6月30日実施。

### 軌間1435mmから軌間1372mmに改軌した例
- 京浜電気鉄道（全線） 1904年（明治37年）3月1日実施。この区間は1933年（昭和8年）4月1日に再び軌間1435mmに改軌されている。

## イギリスでの改軌の例
イギリスでは早くも1840年代に軌間1435mmと軌間2140mmの鉄道がそれぞれ直通できないという問題が発生し、1846年に「鉄道のゲージ規制に関する法律」が定められ鉄道網が長く、足回り断面も小さくて済む1435mm軌間を「標準」とした（既存路線は異軌間も認められたのですぐに改軌はされなかった。）。

### 軌間2140mmから軌間1435mmに改軌した例
- グレート・ウェスタン鉄道（全線）1892年までに三線軌条の時代を経て徐々に改軌[11]。

## ニュージーランドでの改軌の例
ニュージーランドは1870年に中央政府が法律で軌間を3ft6in（1067mm）に限り、それまで敷かれていた国内の路線をすべて改軌している。

### 軌間1600mmから軌間1067mmに改軌した例
- カンタベリー地方鉄道（en:Canterbury Provincial Railways）（全線）

### 軌間1435mmから軌間1067mmに改軌した例
- ブラフ支線（en:Bluff Branch）（全線）

## 台湾での改軌の例

### 軌間762mmから軌間1067mmに改軌した例
- 台東線（花蓮新駅 - 台東駅間）1982年6月26日実施。
- 深澳線（八斗子 - 深澳間）1961年4月8日実施。（深澳 - 濂洞間）1967年10月31日実施。

## ロシアでの改軌の例

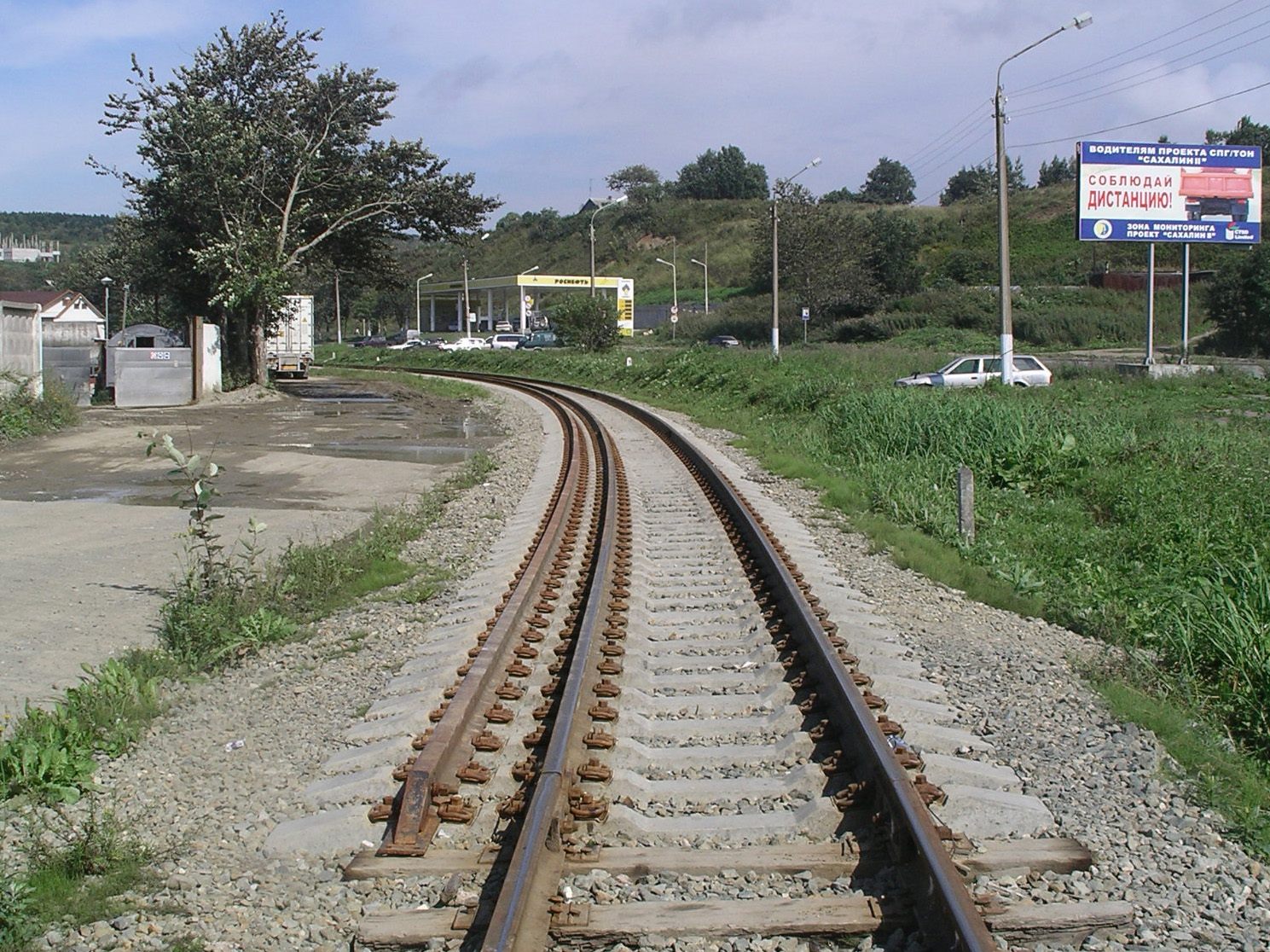
改軌工事中のサハリンの鉄道

### 軌間1067mmから軌間1520mmに改軌した例
- サハリンの鉄道全線 2003年 - 2019年。かつての樺太庁鉄道。日本時代に600mmから1067mmに改軌された路線もあるため、二度目の改軌になる。

## パナマでの改軌の例

### 軌間1524mmから軌間1435mmに改軌した例
- パナマ運河沿いの鉄道全線 2000年に実施

## グアテマラでの改軌の例

### 軌間914mmから軌間1435mmに改軌した例
- グアテマラの鉄道全線 2008年 - (休止中)